# Henry George
Henry George född 2 september 1839 i Philadelphia i Pennsylvania, död 29 oktober 1897 i New York i New York, var en amerikansk politisk ekonom. Han argumenterade för ett införande av ett system med landhyra eller skatt på markinnehav (på engelska land value tax). Denna skatt (eller hyra) borde enligt George tas in kollektivt och användas för kollektiva syften. Motivet för detta var att människan är rättmätig ägare till allt hon skapar, men att det som naturen skapar skall ägas gemensamt. Denna idé är grunden till geolibertarianismen och georgism.

## Biografi
George föddes i Philadelphia i en lägre medelklassfamilj. Han var det andra av tio barn till Richard S. H. George och Catharine Pratt (Vallance) George. Hans skolgång tills han var 14 år. När han fyllt 15 år, i april 1855, tog han hyra på skeppet Hindoo, som var på väg till Melbourne och Calcutta. Efter 14 månader återvände han till Philadelphia och fick ett arbete som typsättare, innan han slog sig ned i Kalifornien. Efter ett misslyckat försök inom guldbrytningen fick han arbete inom nyhetstidningsbranschen. Från 1865 och framåt hade han olika journalistuppdrag och skrev också för flera olika tidningar. 1871-1875 var han redaktör för den egna nyhetstidningen San Francisco Daily Evening Post.

## Politiska idéer

Science of political economy, 1898

### Landskatt
Henry George är mest känd för sin idé att markens värde tillhör folket som helhet, istället för att marken skall ägas privat. Tydligast kommer detta till uttryck i boken Progress and Poverty där han skriver: "We must make land common property." George menar att om vi beskattar mark, som är människans gemensamma arv, så kan vi eliminera behovet av skatter på produktiva verksamheter. Exempel på landskatter är markvärdesavgift och spektrumauktion. Många miljödebattörer, däribland Bolton Hall och Ralph Borsodi, håller med om att jorden som helhet bör betraktas som något som mänskligheten har tillsammans, det vill säga kollektiv egendom. Ett antal gröna partier är också influerade av landskatteidén, däribland USA:s miljöparti som har detta i sin plattform.

### Frihandel
George var liksom de klassiska ekonomerna (Adam Smith med flera) emot tullar och tariffer, något som dock var kontroversiellt eftersom tullar och tariffer vid tiden var en av statens viktigaste inkomstkällor.

### Sluten omröstning
George var en av de tidigaste och starkaste förespråkarna av sluten omröstning i USA.

### Valutafrågor och statsskuld
George förespråkade att regeringen skulle skapa landets penningmängd. Det vill säga ett system liknande det amerikanska greenback-systemet under Abraham Lincoln.

### Kinesisk invandring
Ett politiskt ställningstagande som han tidigt väckte uppmärksamhet med var förslaget att begränsa den kinesiska invandringen.

## Inflytande
John Peter Altgeld menade att Henry George påverkade den allmänna synen på ekonomi under sin tid i nästan samma storleksordning som Darwin påverkade på den vetenskapliga världen på sin tid. Franklin D. Roosevelt såg Henry George som en av de riktigt stora amerikanska tänkarna och beklagade att hans skrifter inte var mer kända eller förstådda. William Jennings Bryan såg honom som en av de största tänkarna i världen.. Alfred Russel Wallace skrev år 1892 att han betraktade Progress and Poverty som den tvetydigt viktigaste boken under 1800-talet Albert Jay Nock såg honom också som en av de största tänkarna under 1800-talet. Fredsaktivisten John Haynes Holmes sa ungefär detsamma, att Henry George var en av de största amerikanerna under 1800-talet, och en av de mest framstående samhällsreformatörerna genom tiderna.. 
Trots alla dessa lovord minskade dock Henry George popularitet och inflytande gradvis under 1900-talet. Dock finns än idag georgistiska organisationer som håller hans minne högt. Flera av 1900-talets mest inflytelserika personer på det ekonomiska området, såsom George Bernard Shaw, har inspirerats av Henry George. I sin sista bok, Where do we go from here: Chaos or Community?, så refererade Martin Luther King till Henry George. Joseph Stiglitz, nobelpristagare i ekonomi, menar att Henry George princip om att beskatta land, eller mer generellt naturresurser, är en av de mest undervärderade idéerna i det ekonomiska tänkandet. Han har också hävdat att vi nu vet att landskatt till och med är ännu bättre än Henry George trodde.

## Begravningen
Henry George dog av stroke fyra dagar innan valet. Omkring 100 000 människor följde begravningen på söndagen den 30 oktober 1897 då Lyman Abbott höll minnestalet "Henry George: A Remembrance". Det började med dessa ord:
| ”              | He who lies before us in death was honored by all men. All over the world men and women are paying him the same tribute today that we do. This tribute comes from those who agreed with him in his economic opinions; from those who agreed only in part with him; and from those who disagreed with him entirely. All men, of all shades of opinion, have united in this testimonial; for in such an hour as this we all agree that the spirit in man is more important than any creed. We are gathered here this afternoon, not to eulogize Henry George-his life is his monument. We are gathered here to express our affection and reverence for his estate, for one who carried through life the spirit of the Christ. If to give one's life for the enlightenment of man, for his betterment, is to follow Christ, then this man was a follower of Christ. If to give one's self to the service of one's fellow man is to follow Christ, then he truly followed Christ. The spirit which leads a man on unselfishly in the service of others is the spirit of Christ himself. | „ |
| – Lyman Abbot, | |   |